# Пшикори (Груєцький повіт)
Пшикори (пол. Przykory) — село в Польщі, у гміні Пневи Груєцького повіту Мазовецького воєводства.
Населення — 29 осіб (2011).
У 1975-1998 роках село належало до Радомського воєводства.

## Демографія
Демографічна структура станом на 31 березня 2011 року:
|          | Загалом | Допрацездатний вік | Працездатний вік | Постпрацездатний вік |
| -------- | ------- | ------------------ | ---------------- | -------------------- |
| Чоловіки | 12      | 0                  | 10               | 2                    |
| Жінки    | 17      | 4                  | 7                | 6                    |
| Разом    | 29      | 4                  | 17               | 8                    |